# Анна Мария фон Лимбург
Анна Мария фон Лимбург (на немски: Anna Maria von Limburg; * ок. 1543; † 2 ноември 1637 в замък Райфершайт) е графиня от Лимбург-Щирум-Бронкхорст и чрез женитба от 1567 до 1629 г. господарка и алтграфиня на Залм-Райфершайт в Северен Рейн-Вестфалия.

## Произход
Тя е дъщеря на граф Георг фон Лимбург-Щирум († 14 декември 1552) и съпругата му графиня Ирмгард фон Виш-Бронкхорст († 1583), които се развеждат. Сестра е на Херман Георг фон Лимбург (1540 – 1574), граф на Лимбург, граф на Бронкхорст, господар на Щирум, женен на 7 май 1554 г. за графиня Мария фон Хоя (1534 – 1612).
Умира на ок. 94 години на 2 ноември 1637 г. в замък Райфершайт в Северен Рейн-Вестфалия и е погребана там.

## Фамилия
Анна Мария фон Лимбург се омъжва на 21 август 1567 г. в Терборг, Гелдерланд, Нидерландия, за граф Вернер фон Залм-Райфершайт (* 17 август 1545 в замък Залм, в Елзас; † 16 декември 1629 в замък Райфершайт), третият син на граф Йохан IX фон Залм, господар на Райфершайт (1513 – 1559) и съпругата му Елизабет фон Хенеберг-Шлойзинген (1517 – 1577). Те имат децата:

- Йохан Христоф (21 септември 1573 – убит в битка 26 август 1600), каноник в Св. Гереон в Кьолн
- Херман Адолф (5 март 1575 – 13 януари 1637), генерал-администратор на епископство Страсбург
- Вилхелм Салентин (12 януари 1580 – убит в битка 6 септември 1634), каноник в „Св. Гереон“ в Кьолн
- Елизабет (5 октомври 1571 – ок. 1616), омъжена ок. 1600 г. за граф Филип Франц фон Даун-Фалкенщайн († 1616)
- Ернст Фридрих фон Залм-Райфершайт (29 май 1583 – 13 септември 1639), граф и алтграф на Залм-Райфершайт, женен на 12 юни 1616 г. за графиня Мария Урсула фон Лайнинген-Дагсбург-Фалкенбург (1590 – 1649)
- Ирмгард (18 октомври 1568 – 22 юни 1578), канонеса в Торн